# Proměnné časování ventilů
Proměnné časování ventilů (též VVT z anglického Variable valve timing) je technologie využívaná v automobilovém průmyslu s cílem optimalizovat parametry čtyřtaktního spalovacího motoru. Díky proměnnému časování ventilů je možné řídit zdvih, okamžik otevření ventilu a dobu otevření ventilu nebo některou kombinaci uvedených parametrů a to v závislosti na otáčkách motoru. Změna nastavení zdvihu nebo časování ventilů může probíhat v několika diskrétních krocích nebo plynule. Existuje několik způsobů ovládání ventilů. Nejčastěji se využívá hydraulické nastavování změnou tlaku oleje.
Vhodným nastavením práce ventilů je možné dosáhnout příznivějšího průběhu výkonu v závislosti na otáčkách motoru, nebo z druhého úhlu pohledu snížení měrné spotřeby paliva (díky čemuž se sníží emise výfukových plynů).

## Různá označení
Výrobci motorů svou konkrétní implementaci proměnného časování ventilů zpravidla pojmenovávají vlastním komerčním označením:
- BMW - Valvetronic, VANOS (Variable Nockenwellen Steuerung)
- Citroën - VTS ; VTi (Variable Valve Lift and Timing injection)
- Ford Motor Company - VCT (Variable Camshaft Timing)
- Honda - VTEC (Variable Valve Timing and Electronic Lift Control)
- Mazda - S-VT (Sequential Valve Timing)
- Mitsubishi Motors - MIVEC (Mitsubishi Innovative Valve timing Electronic Control system)
- Nissan - N-VCT (Nissan Variable Cam Timing), VVL (Nissan Ecology Oriented Variable Valve Lift and Timing), VVEL (Nissan Variable Valve Event and Lift)
- Peugeot - VTi (Variable Valve Lift and Timing injection)
- Rover - VVC (Variable Valve Control)
- Subaru - Active Valve Control System, I-Active Valve Lift System
- Toyota - VVT-i (Variable Valve Timing with intelligence), VVT-iE (Variable Valve Timing - intelligent by Electric motor), Valvematic
- Hyundai\KIA - CVVT Continuous variable valve timing
- Fiat - MultiAir
- Suzuki - VVT Variable valve timing